# Kemijärvi
Pour l’article homonyme, voir Kemijärvi (lac).
Kemijärvi est une des villes les plus septentrionales de la Finlande, en Laponie. C'est une des rares villes du pays dont le bourg soit au nord du cercle polaire arctique.
Les premiers colons sont arrivés en 1580 sur une terre pratiquement vide, inoccupée par les Saamis. Elle a connu ensuite un développement assez lent en raison d'un climat hostile.

## Géographie
La commune est traversée entièrement par le fleuve Kemijoki, suivant un cours nord-sud qui s'infléchit vers l'ouest à l'extrême sud du territoire de la municipalité. Peu avant le village de Kemijärvi, le fleuve s'élargit pour former le grand lac Kemijärvi.
La municipalité compte 20 villages, le bourg central concentrant 60 % de la population.
La commune est assez peu vallonnée à l'exception de sa partie nord. C'est tout d'abord un groupe de petits tunturis d'environ 400 m d'altitude autour de l'Outitunturi. C'est ensuite le Pyhätunturi, montagne de quartz vestige des anciens monts Carélides, culminant à 540 mètres à la frontière de la municipalité de Pelkosenniemi au nord. Ce sommet fait partie du Parc national de Pyhä-Luosto.
On trouve à l'est de la commune la petite station de ski de Suomutunturi.
Outre Pelkosenniemi, les municipalités voisines sont Salla à l'est, Posio au sud et Rovaniemi à l'ouest.

## Démographie
Depuis 1980, l'évolution démographique de Kemijärvi est la suivante :
| Année      | 1980   | 1985   | 1990   | 1995   | 2000   | 2005  |
| ---------- | ------ | ------ | ------ | ------ | ------ | ----- |
| population | 12 621 | 12 762 | 12 331 | 11 775 | 10 484 | 9 293 |

| Année      | 2010  | 2015  | 2020  |
| ---------- | ----- | ----- | ----- |
| population | 8 418 | 7 876 | 7 302 |

## Lieux et monuments
- Centrale hydroélectrique de Seitakorva
- église de Kemijärvi
- Parc national de Pyhä-Luosto
- Lac Kemijärvi
- Gare de Kemijärvi

## Transports
On y trouve une gare (train de nuit quotidien depuis Helsinki) mais pas d'aéroport. La commune est traversée par la nationale 5 (itinéraire européen E63, branche de la E75) et entre-autres par la seututie 962.
Distances depuis le centre de Kemijärvi:
| - Rovaniemi : 82 km - Sodankylä : 110 km - Oulu : 305 km | - Kuopio : 563 km - Tampere : 796 km - Kuusamo : 140 km | - Helsinki : 917 km - Turku : 941 km - Kuhmo : 400 km |

## Jumelages
| Ville | Ville       | Pays | Pays    |
| ----- | ----------- | ---- | ------- |
|       | Kandalakcha |      | Russie  |
|       | Sōbetsu     |      | Japon   |
|       | Vadsø       |      | Norvège |
|       | Vardø       |      | Norvège |

## Galerie

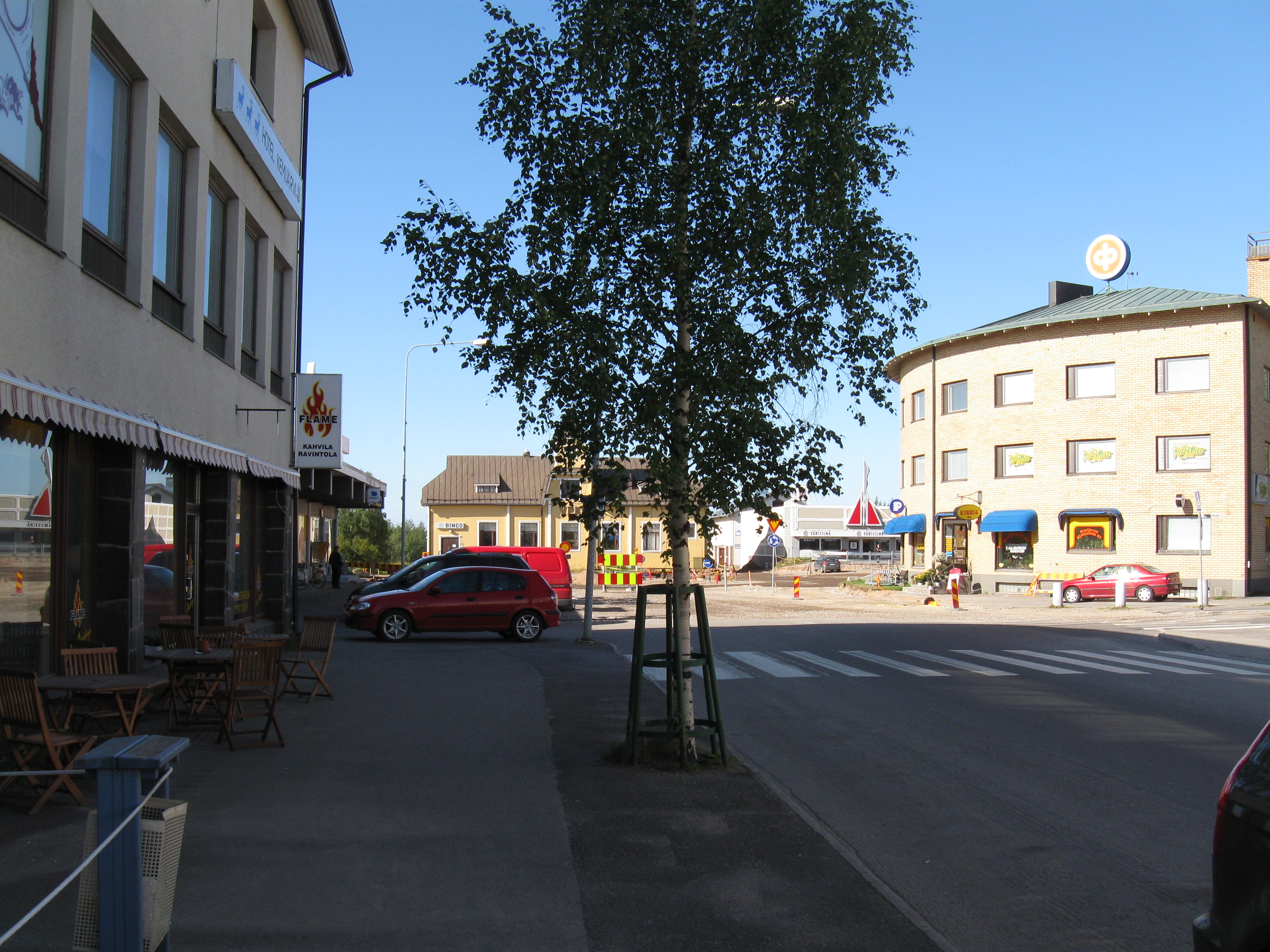
Le centre-ville.
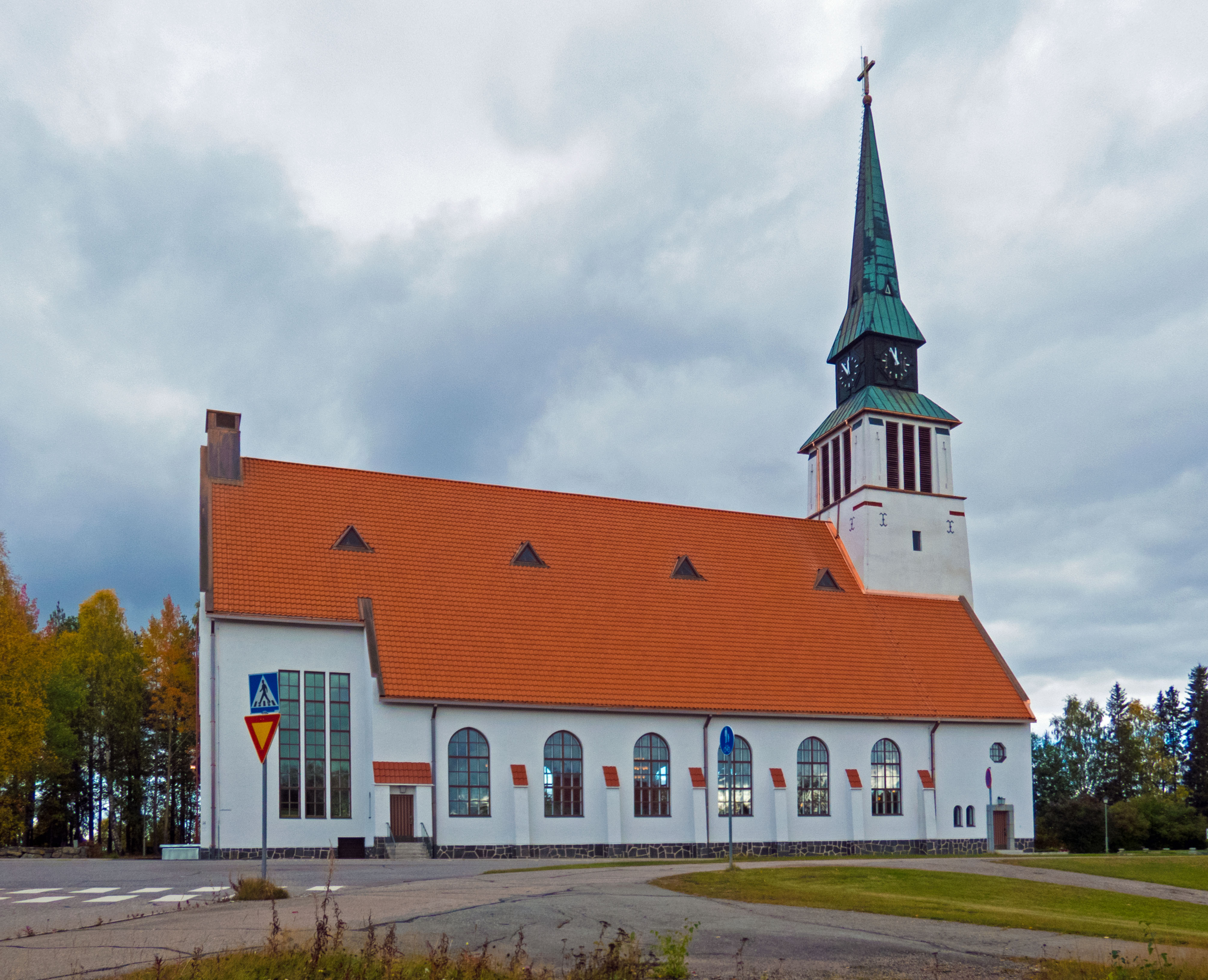
Église de Kemijärvi.
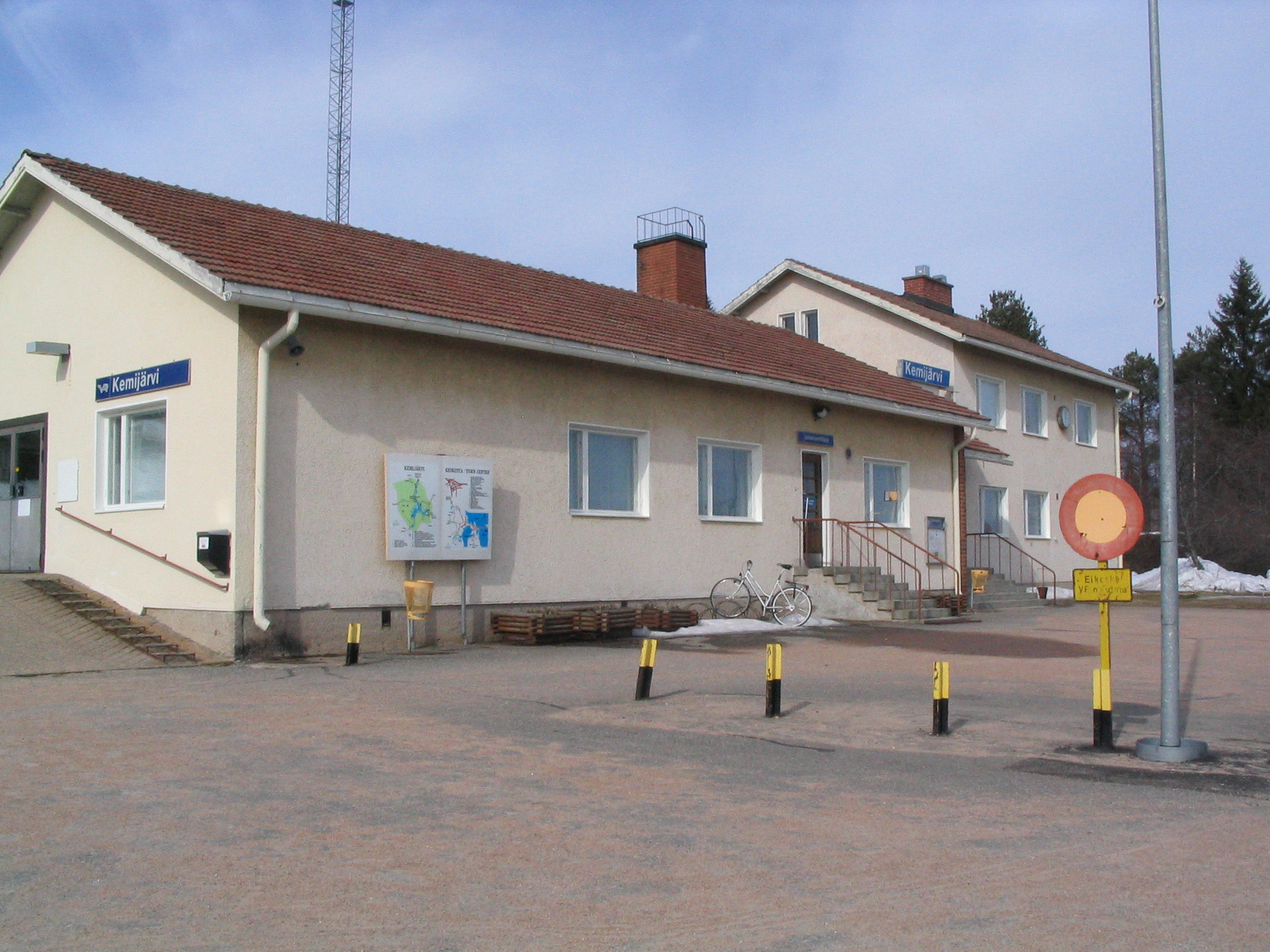
La gare de Kemijärvi.
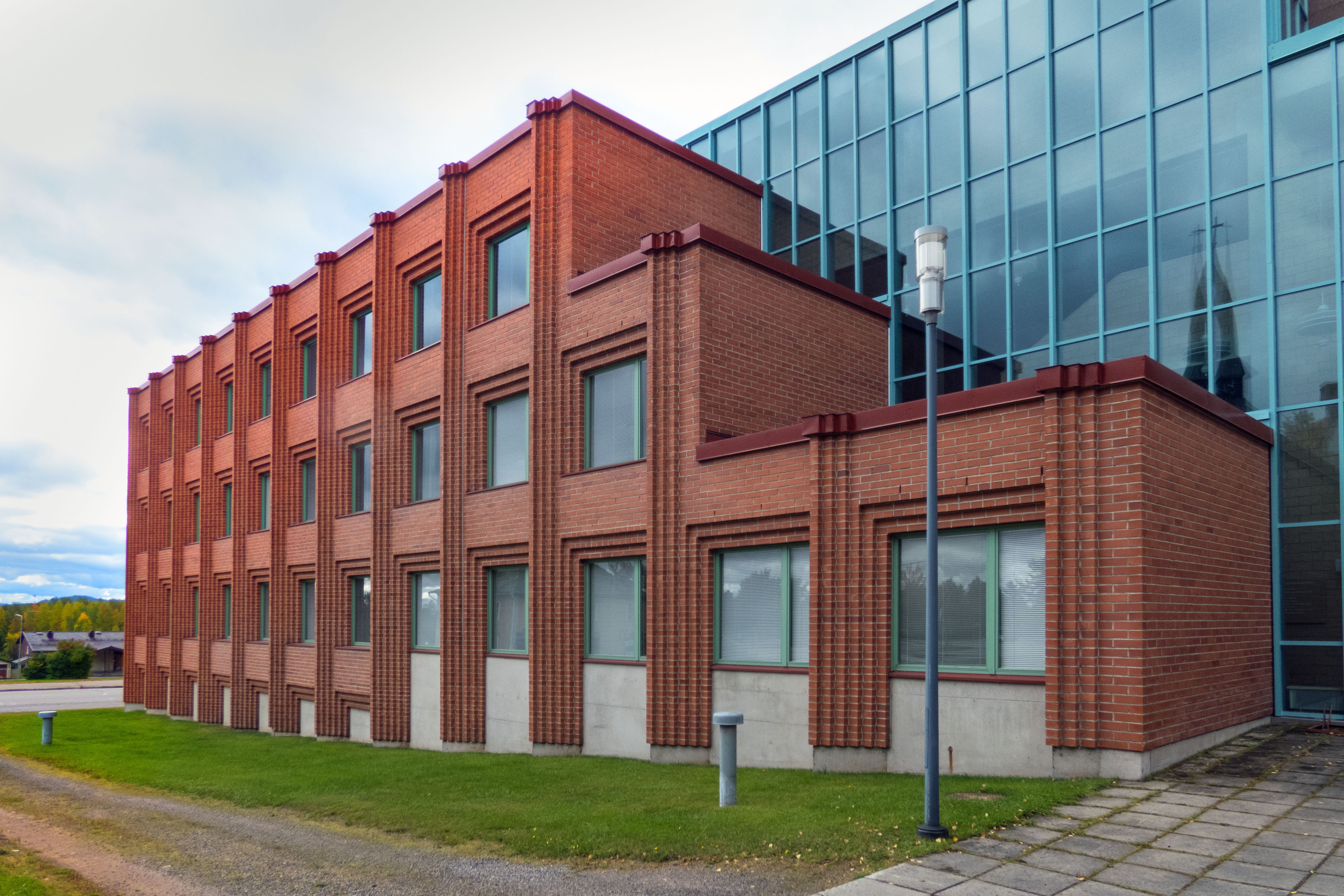
Immeuble administratif.
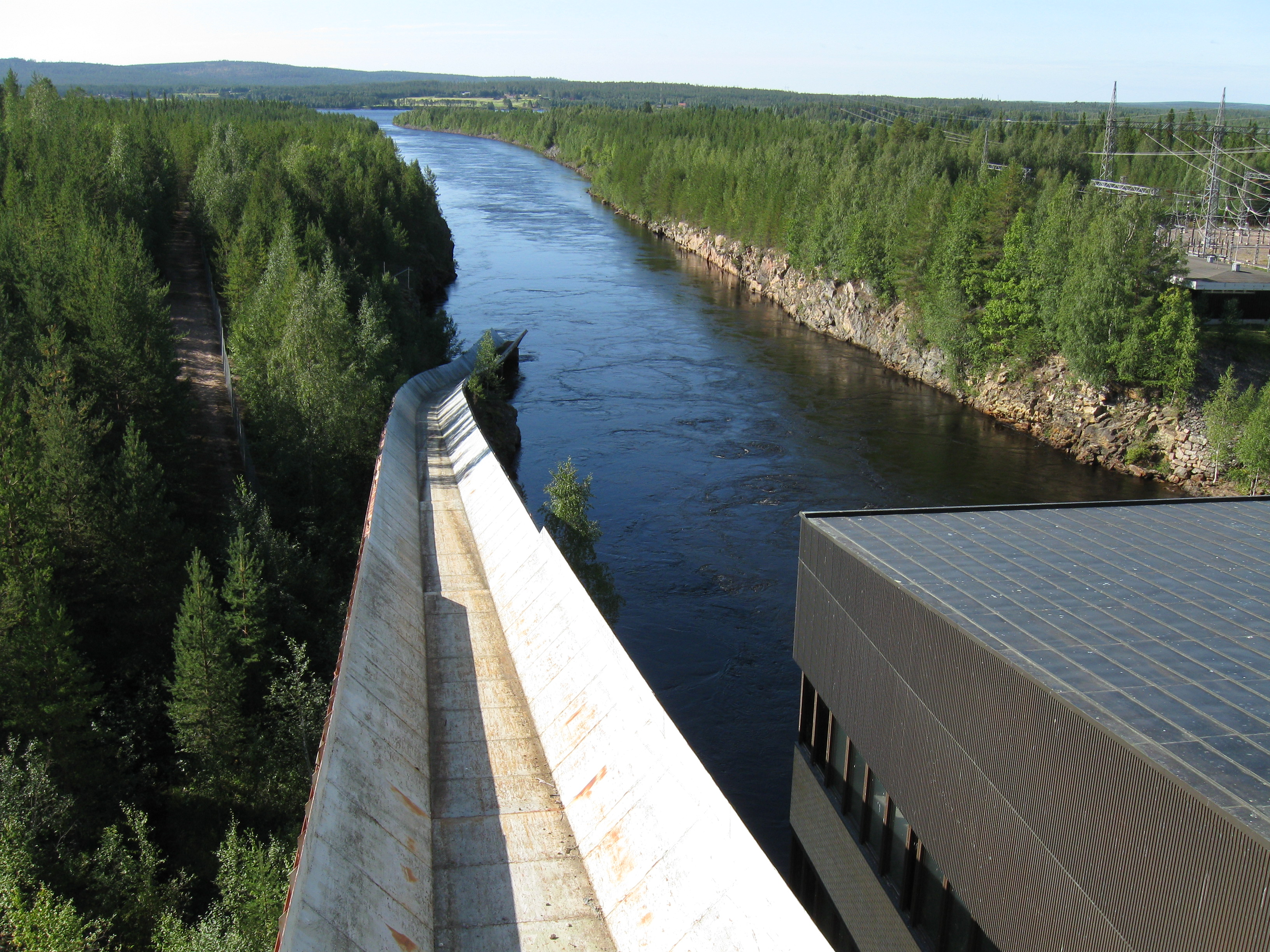
Centrale hydroélectrique de Seitakorva.
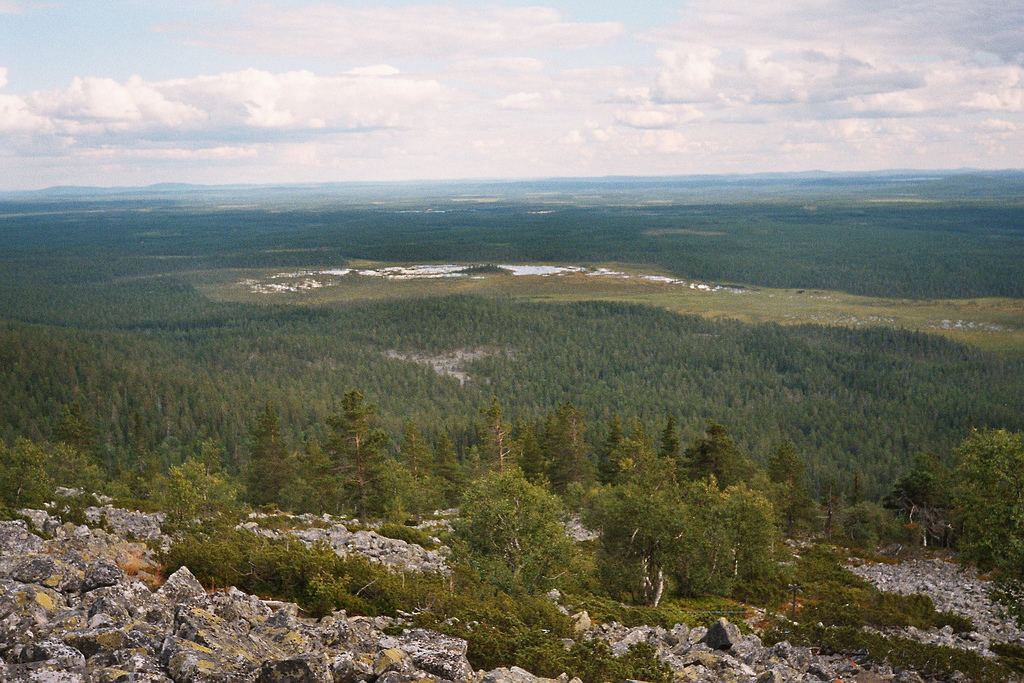
Noitatunturi.
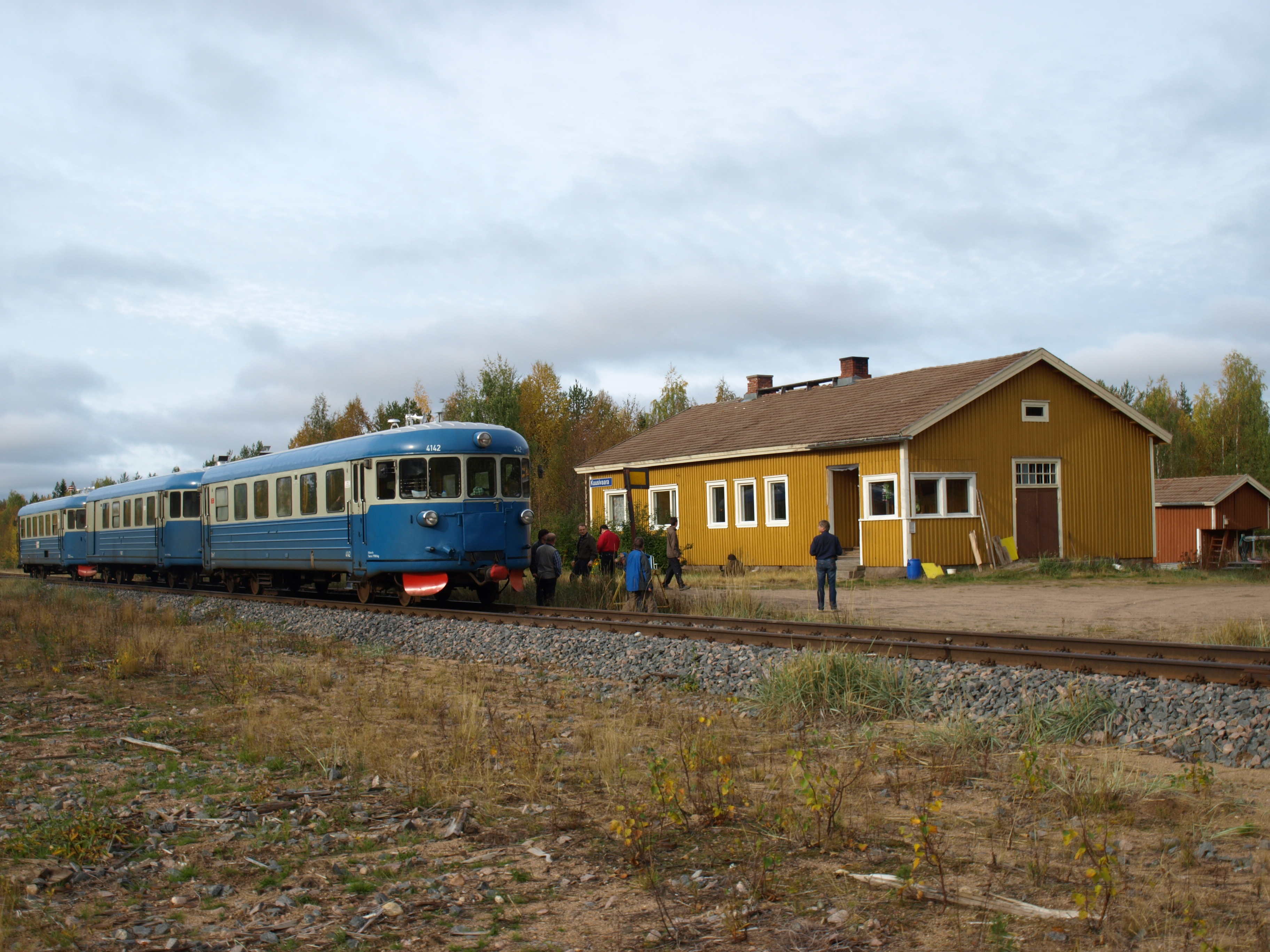
Gare de Kuusivaara.